# Garanti Koza Sofia Open 2016
Garanti Koza Sofia Open 2016 byl tenisový turnaj mužů na profesionálním okruhu ATP World Tour, hraný v místním areálu na krytých dvorcích s tvrdým povrchem. Konal se mezi 1. až 7. únorem 2016 v bulharské metropoli Sofii jako premiérový ročník turnaje.
Řadil se do kategorie ATP World Tour 250. Do dvouhry nastoupilo dvacet osm hráčů a ve čtyřhře startovalo šestnáct párů. Celkový rozpočet činil 520 070 eur. Nejvýše nasazeným hráčem ve dvouhře se stal dvacátý první tenista světa Roberto Bautista Agut ze Španělska. Posledním přímým účastníkem v hlavní singlové soutěži byl 105. australský hráč žebříčku Matthew Ebden. Čtvrtou trofej z dvouhry okruhu ATP Tour si připsal Roberto Bautista Agut a první titul vybojoval každý z členů vítězného páru čtyřhry Wesley Koolhof a Matwé Middelkoop.

## Rozdělení bodů
| Soutěž  | vítězové | finalisté | semifinalisté | čtvrtfinalisté | 16 v kole | 32 v kole | Q  | Q3 | Q2 | Q1 |
| ------- | -------- | --------- | ------------- | -------------- | --------- | --------- | -- | -- | -- | -- |
| dvouhra | 250      | 150       | 90            | 45             | 20        | 0         | 12 | 6  | 0  | 0  |
| čtyřhra | 250      | 150       | 90            | 45             | 0         | —         | —  | —  | —  | —  |

### Finanční odměny
| Soutěž                              | vítězové | finalisté | semifinalisté | čtvrtfinalisté | 16 v kole | 32 v kole | Q3      | Q2      | Q1 |
| ----------------------------------- | -------- | --------- | ------------- | -------------- | --------- | --------- | ------- | ------- | -- |
| dvouhra                             | 82 450 € | 43 430 €  | 23 525 €      | 13 400 €       | 7 900 €   | 4 680 €   | 2 105 € | 1 055 € | —  |
| čtyřhra                             | 26 070 € | 13 170 €  | 7 140 €       | 4 080 €        | 2 390 €   | —         | —       | —       | —  |
| částka ve čtyřhře je uvedena na pár |          |           |               |                |           |           |         |         |    |

## Dvouhra mužů

### Nasazení
| Stát                          | Hráč                   | ATP | Nasazení |
| ----------------------------- | ---------------------- | --- | -------- |
| Španělsko                     | Roberto Bautista Agut  | 21. | 1.       |
| Srbsko                        | Viktor Troicki         | 26. | 2.       |
| Španělsko                     | Guillermo García-López | 27. | 3.       |
| Itálie                        | Andreas Seppi          | 29. | 4.       |
| Německo                       | Philipp Kohlschreiber  | 34. | 5.       |
| Lucembursko                   | Gilles Müller          | 38. | 6.       |
| Slovensko                     | Martin Kližan          | 43. | 7.       |
| Francie                       | Adrian Mannarino       | 48. | 8.       |
| Žebříček ATP k 18. lednu 2016 |                        |     |          |

### Jiné formy účasti

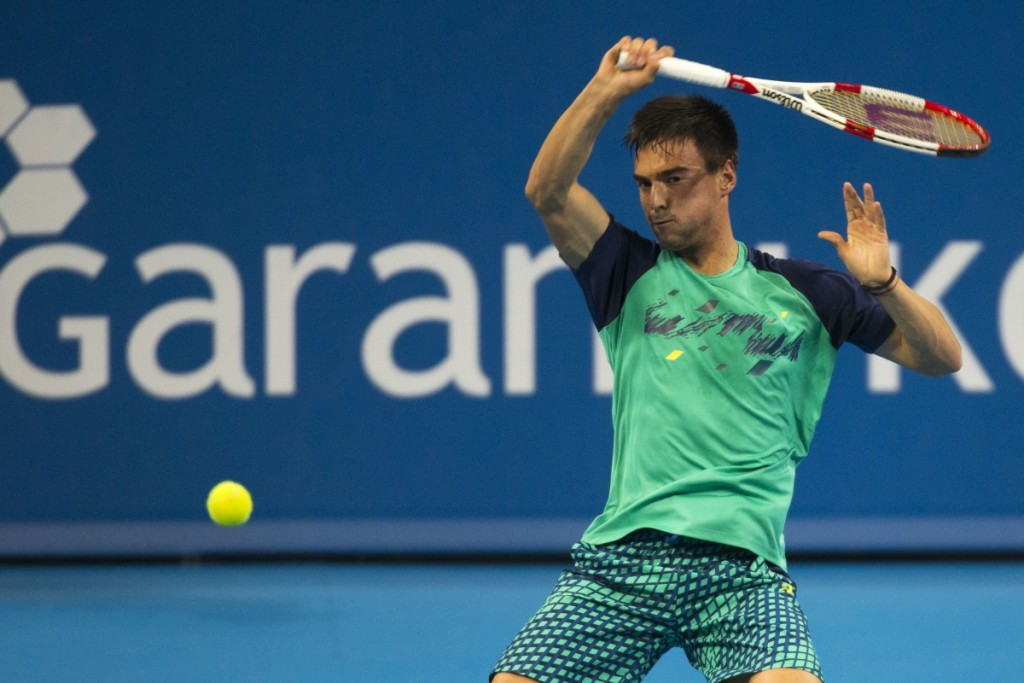
Bulhar Dimitar Kuzmanov dohrál v úvodním kole

Následující hráčí obdrželi divokou kartu do hlavní soutěže:
- Marsel İlhan
- Dimitar Kuzmanov
- Alexander Lazov

Následující hráči postoupili z kvalifikace:
- Mirza Bašić
- Daniel Brands
- Marius Copil
- Thomas Fabbiano

### Odhlášení
před zahájením turnaje
- Simone Bolelli → nahradil jej Matthew Ebden
- Janko Tipsarević → nahradil jej Thiemo de Bakker

v průběhu turnaje
- Filip Krajinović (poranění ramene)

## Mužská čtyřhra

### Nasazení
| Stát                                                                                   | Hráč               | Stát       | Hráč             | ATP  | Nasazení |
| -------------------------------------------------------------------------------------- | ------------------ | ---------- | ---------------- | ---- | -------- |
| Německo                                                                                | Philipp Petzschner | Rakousko   | Alexander Peya   | 71.  | 1.       |
| Chorvatsko                                                                             | Marin Draganja     | Rakousko   | Julian Knowle    | 103. | 2.       |
| Nizozemsko                                                                             | Wesley Koolhof     | Nizozemsko | Matwé Middelkoop | 125. | 3.       |
| Bělorusko                                                                              | Sergej Betov       | Rusko      | Michail Jelgin   | 134. | 4.       |
| Žebříček ATP k 18. lednu 2016; číslo je součtem žebříčkového postavení obou členů páru |                    |            |                  |      |          |

### Jiné formy účasti
Následující páry obdržely divokou kartu do hlavní soutěže:
- Tuna Altuna /  Konstantin Kravčuk
- Dimitar Kuzmanov /  Alexander Lazov

## Přehled finále

### Mužská dvouhra
- Roberto Bautista Agut vs.  Viktor Troicki, 6–3, 6–4

### Mužská čtyřhra
- Wesley Koolhof /  Matwé Middelkoop vs.  Philipp Oswald /  Adil Shamasdin, 5–7, 7–6(11–9), [10–6]